# Branchiostoma floridae
Branchiostoma floridae é uma espécie de cefalocordado (os anfioxos) do género Branchiostoma. O genoma desta espécie foi sequenciado, revelando que entre os cordados, os morfologicamente mais simples tunicados estão na realidade mais estreitamente relacionados com os vertebrados do que os anfioxos. Conseguiram realizar-se híbridos com êxito entre esta espécie e o cefalocordado Asymmetron lucayanum, apesar de as duas estirpes se terem separado ainda no Mesozóico, entre 120 e 160 milhões de anos atrás.